# Dochters (film)
Dochters is een Nederlandse komische dramafilm uit 2025 geregisseerd en mede geproduceerd door Johan Nijenhuis. De film is gebaseerd op de Tsjechische film Ženy v běhu uit 2019 en ging op 8 mei 2025 in première.

## Verhaal
De film volgt Vera, een vrouw die na het overlijden van haar man vastbesloten is zijn bucketlist verder af te werken. Mede hierom besluit ze zichzelf en haar drie dochters in te schrijven voor een marathon. Haar dochters staan alleen niet bepaald te springen van enthousiasme om mee te doen, aangezien ze alle drie druk zijn met hele andere dingen in hun leven. Wat uiteindelijk toch begint als een fysieke uitdaging, wordt al snel ook een emotionele reis voor de moeder en dochters.

## Rolverdeling
| acteur                     | personage     |
| -------------------------- | ------------- |
| Anne-Mieke Ruyten          | Vera          |
| Sanne Vogel                | Marleen       |
| Barbara Sloesen            | Babette       |
| Abbey Hoes                 | Kiki          |
| Alfred van den Heuvel      | Joop          |
| Jan Kooijman               | Karel         |
| Edwin Jonker               | Jochem        |
| Sinan Eroglu               | Vincent       |
| Leo Alkemade               | Hugo          |
| Tygo Nupoort               | Kasper        |
| Joris Olivier              | Jacob         |
| Mika Klingens              | Pepijn        |
| Olivia Maassen             | Romy          |
| Milan Sekeris              | Rogier        |
| Fleur Jong                 | Renate        |
| Kimberly Kruiver           | Kristina      |
| Louise Charlotte Rehwinkel | jonge Marleen |
| Noe Jo-Ann Rozemalen       | jonge Babette |
| Abby Jane Dekker           | jonge Kiki    |

## Achtergrond
De film werd geregisseerd en mede geproduceerd door Johan Nijenhuis met zijn productiebedrijf Johan Nijenhuis & Co, voor de productie werd hij bijgestaan door Ingmar Menning. Het scenario van de film werd geschreven door Edward Stelder en is gebaseerd op de Tsjechische film Ženy v běhu uit 2019. Opnames van de film gingen in oktober 2024 van start, er werd onder meer gefilmd in Alkmaar. De muziek voor de film werd gecomponeerd door Ronald Schilperoort en Sjoerd van der Ven. Hoofdrollen in de film zijn weggelegd voor onder anderen Anne-Mieke Ruyten, Sanne Vogel, Barbara Sloesen, Abbey Hoes, Jan Kooijman, Edwin Jonker en Sinan Eroglu.

## Release
Begin maart 2025 werden de eerste trailer van de film uitgebracht. Dochters werd vervolgens op 8 mei 2025 door distributeur Dutch FilmWorks in de Nederlandse bioscopen uitgebracht.